# Кампелли, Пьеро
Пьеро Кампелли (итал. Piero Campelli; 29 декабря 1893, Милан — 1946) — итальянский футболист, играл на позиции вратарь. Первый итальянский голкипер, который ловил мячи, а не отбивал их.

## Карьера
Пьетро Кампелли начал свою карьеру в клубе «Интернационале» в возрасте 16 лет, 1 месяц и 8 дней, выйдя на поле с клубом «Миланезе» 30 января 1910 года, в первой же игре получив в своих ворота 2 гола, однако его команда забила 7 мячей и победила в матче. В той же игре, Кампелли впервые поймал мяч после удара, до него у итальянских голкиперов было принято отбивать мяч, летящий в ворота, или хотя бы задеть его, что бы отклонить траекторию, традиционным же действием было отбить мяч кулаком на другую половину поля. В первый сезон Кампелли провёл на поле 8 игр и стал, вместе с клубом чемпионом Италии. Долгая 25-летняя карьера Кампелли в «Интере» была прервана на 5 лет, из-за первой мировой войны, когда итальянское первенство не проводилось, однако первый послевоенный чемпионат выиграл «Интер», чьи ворота защищал Кампелли. Последний матч в карьере Кампелли сыграл 9 ноября 1924 года против «Пизы», выигравшей у «Интера» со счётом 2:1.
В сборной Италии Кампелли выступал с 1912 по 1920 год. В год своего дебюта, главный тренер сборной Витторио Поццо вызвал Кампелли на Олимпиаду, где итальянцы проиграли в первом же матче финам, после этого он провёл ещё 5 матче за «Скуадру Адзурру», включая первое поражение итальянцев от Франции, в котором лишь мастерство Кампелли спасло Италию от разгрома. В 1920 году Кампелли поехал на свою вторую Олимпиаду, на которой итальянцы выиграли первый матч у Египта, а второй проиграли Франции 1:3. Последний матч за сборную Кампелли провёл против Бельгии (Победа Италии — 3:2).

## Статистика
| Статистика Пьеро Кампелли | Статистика Пьеро Кампелли | Статистика Пьеро Кампелли | Статистика Пьеро Кампелли | Статистика Пьеро Кампелли | Статистика Пьеро Кампелли |
| Сезон                     | Клуб                      | Лига                      | Чемпионат                 | Чемпионат                 |                           |
| Сезон                     | Клуб                      | Лига                      | Игры                      | Голы                      |                           |
| ------------------------- | ------------------------- | ------------------------- | ------------------------- | ------------------------- | ------------------------- |
| 1909/10                   | Интернационале            | Прима дивизионе           | 8                         | 0                         |                           |
| 1910/11                   | Интернационале            | Прима дивизионе           | 16                        | 0                         |                           |
| 1911/12                   | Интернационале            | Прима дивизионе           | 18                        | 0                         |                           |
| 1911/13                   | Интернационале            | Прима дивизионе           | 10                        | 0                         |                           |
| 1913/14                   | Интернационале            | Прима дивизионе           | 25                        | 0                         |                           |
| 1914/15                   | Интернационале            | Прима дивизионе           | 14                        | 0                         |                           |
| 1919/20                   | Интернационале            | Прима дивизионе           | 15                        | 0                         |                           |
| 1920/21                   | Интернационале            | Прима дивизионе           | 19                        | 0                         |                           |
| 1921/22                   | Интернационале            | Прима дивизионе           | 10                        | 0                         |                           |
| 1922/23                   | Интернационале            | Прима дивизионе           | 16                        | 0                         |                           |
| 1923/24                   | Интернационале            | Прима дивизионе           | 22                        | 0                         |                           |
| 1924/25                   | Интернационале            | Прима дивизионе           | 6                         | 0                         |                           |

## Достижения
- Чемпион Италии: 1910, 1920